# 拉布河畔霍夫施特滕
拉布河畔霍夫施特滕是奥地利施蒂利亚州魏茨县的一个市镇。总面积15.22平方公里，总人口1839人，人口密度120.8人/平方公里（2005年）。